# 盧纘祥故宅前池塘
盧纘祥故宅前池塘舊為頭圍港的內港，後因淤積而荒廢。盧家於1928年興建住宅時一併整理，整建為日式「舟遊式」庭園。2010年2月5日公告為縣定古蹟。

## 歷史背景
領乃至日治初期的蘭陽平原，是一個以水路交通為主的時代，蘭陽平原溪北地區水路網絡的咽喉就是烏石港，也是清領時期東台灣唯一的「正口」。烏石港為一南北狹長的北向河道，其西側的碼頭區即是頭圍街，本遺跡位於十三行的南端，原屬烏石港河道的一部份。1883（清光緒9）年，烏石港河口因沈船而完全堵塞，河水改向東南流，從大坑罟南端出海，烏石港時期結束，頭圍港時期開始，頭圍街仍屬北台灣的重要港埠，但至1924（日大正13）年8月5、6日，山洪爆發，將頭圍港完全埋沒，頭圍街也隨之開始沒落，其河道則演變成今日的台2線省道。
據相關調查研究推論，盧宅前池塘曾為頭圍港的內港，盧纘祥先生於1928（日昭和3）年改建盧宅時，利用此遺跡闢為「舟遊式」庭園，供人休閒遊憩；池中有兩島，原有木板橋作丁字狀，與岸邊相連，島上則各有一涼亭。水池靠盧宅一側，有大榕樹兩株，樹下有井兩口。

## 引用資料
1. ↑  . 文化部文化資產局. （原始内容存档于2019-06-09）.